# 戈洛申齊
49°37′51″N 26°5′49″E / 49.63083°N 26.09694°E
戈洛申齊（烏克蘭語：Голошинці），是烏克蘭的村落，位於該國西部捷爾諾波爾州，由捷尔诺波尔区負責管轄，始建於1402年，面積1.03平方公里，2001年人口171，人口密度每平方公里165.5人。